# 聖保羅頰脂鯉
聖保羅頰脂鯉（学名：Apareiodon ibitiensis），為輻鰭魚綱脂鯉目脂鯉亞目下口半脂鯉科的其中一個種，分布於南美洲聖弗朗西斯科河及巴拉那河上游流域，體長可達11.3公分，棲息在沙石底質且流動快速的溪流，會以胸鰭吸附在岩石上，以藻類及底棲細無脊椎動物為食，生活習性不明。